# Дні людини
«Дні людини» («Cilvēka dienas») — радянський художній фільм 1989 року, знятий режисером Євгеном Пашкевичем на Ризькій кіностудії.

## Сюжет
За мотивами творів Андрія Бітова. Головний герой фільму — Олексій Інфантьєв. В основі фільму внутрішній світ головного героя, його сприйняття дійсності, почуття та мрії на тлі подій 1954—1955, 1968 та 1988 років.

## У ролях
- Любомирас Лауцявічюс — Інфантьєв
- Віталій Скворкін — Інфантьєв в молодості
- Філіпп Коротья — Інфантьєв в дитинстві
- Людмила Максакова — мати Інфантьєва
- Наталія Лапіна — Ася
- Ольга Шепицька — Ася — «інша»
- Галина Струтинська — Оленка
- Ольгерт Дункерс — Теофілов
- Ольга Бєляєва — Ніна
- Улдіс Думпіс — головний редактор студії «Діафільм»
- Валентина Єгоренкова — Мануйлова
- Вадим Лобанов — Мануйлов
- Олена Соловей — дружина кладовищі
- Олександр Естрін — Сергій Володимирович
- Людмила Безугла — Ангеліна Андріївна
- Мілена Тонтегоде — Ірина
- Анна Дем'яненко — Мариночка
- Лариса Некипєлова — подруга
- Марина Калмикова — подруга
- Тамара Судник — подруга
- А. Кас'янов — Мітішатьєв
- Олександр Поляков — Міша
- К. Фреймане — Оленка в дитинстві

## Знімальна група
- Режиссер — Євген Пашкевич
- Сценарист — Сергій Соловйов
- Оператор — Давіс Сіманіс
- Композитор — Юрій Кас'яник
- Художник — Василь Масс